# Люнерзе
Люнерзе (Люнер-Зе) — озеро в окрестностях города Блуденц в Форарльберге. Естественная глубина озера увеличилась на 72 метра со строительством дамбы в 1958 году. Образовавшееся водохранилище служит источником воды для четырёх местных электростанций: «Люнерзе», «Rodund I», «Rodund II» и «Rodund Walgau». Озеро связано с близлежащей деревней Бранд фуникулерной системой Lünerseebahn.